# Флаг Ингерманландии

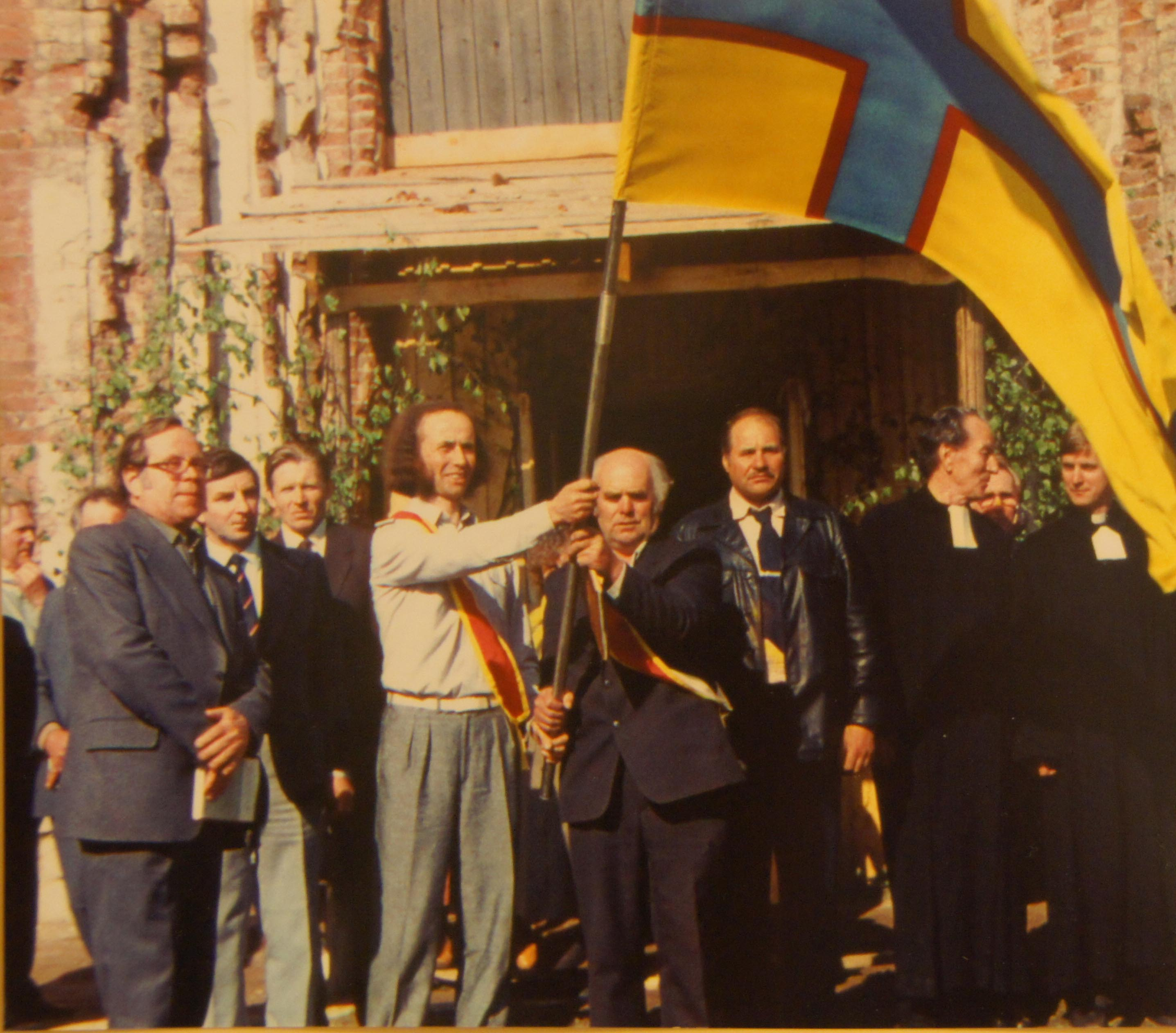
Освящение флага Ингерманландии после его возвращения на историческую родину. Церковь Святого Иоанна Крестителя. 14.05.1989 год

Флаг Ингерманла́ндии (фин. Inkerin lippu) — национальный флаг ингерманландских финнов, является одним из символов этнокультурного региона Ингерманландия. На протяжении XX века неоднократно менял свой статус:
- 1919 год — полковое знамя;
- 1919—1920 годы — государственный флаг;
- с 1921 года по настоящее время — национальный флаг.

## История появления флага
В 1917 году Советское правительство признало право наций на самоопределение, однако дальнейшая политика большевиков в отношении крестьянства — продовольственные реквизиции, запрещение свободной торговли, принудительные мобилизации в армию — крайне отрицательно повлияли на лояльность ингерманландцев к новой власти. Летом 1918 года начались крестьянские выступления против Советской власти, после подавления которых образовались две большие группы ингерманландских беженцев в Финляндии и Эстонии.
В январе 1919 года в Хельсинки ингерманландскими беженцами был образован Временный комитет управления Ингерманландии. В результате переговоров членов комитета с руководителями Эстонии был заключен договор об освобождении Ингерманландии от большевиков.
В марте того же года в Эстонии был создан 1-й Ингерманландский батальон из беженцев численностью до 1500 человек. Отличительным знаком батальона был шеврон с изображением ингерманландского герба. Флагом батальона стал созданный капитаном Ээро Илмари Хаапакоски (фин. E. I. Haapakoski) флаг на основе цветов ингерманландского герба. Флаг представлял собой полотнище жёлтого цвета с синим крестом в красной окантовке. В дальнейшем, в ходе совместных с русскими белогвардейцами генерала Родзянко боёв в Западной Ингерманландии, батальон был преобразован в Западно-Ингерманландский полк, а флаг фактически сразу стал восприниматься всеми, как национальный символ ингерманландских финнов.
Под этим же флагом сражался и Северо-Ингерманландский полк, созданный в июне 1919 года на севере Петроградской губернии в селении Кирьясало. Восставшие против продразвёрстки крестьяне удерживали это селение под своим контролем полтора года. Ими был избран Временный комитет Северной Ингрии и провозглашена идея создания независимого государства. За недолгое время своего существования Республика Северная Ингрия смогла обзавестись всеми необходимыми государственными атрибутами: гербом, флагом, гимном, армией, почтой и т. д. 8 сентября 1919 года знамя было освящено.

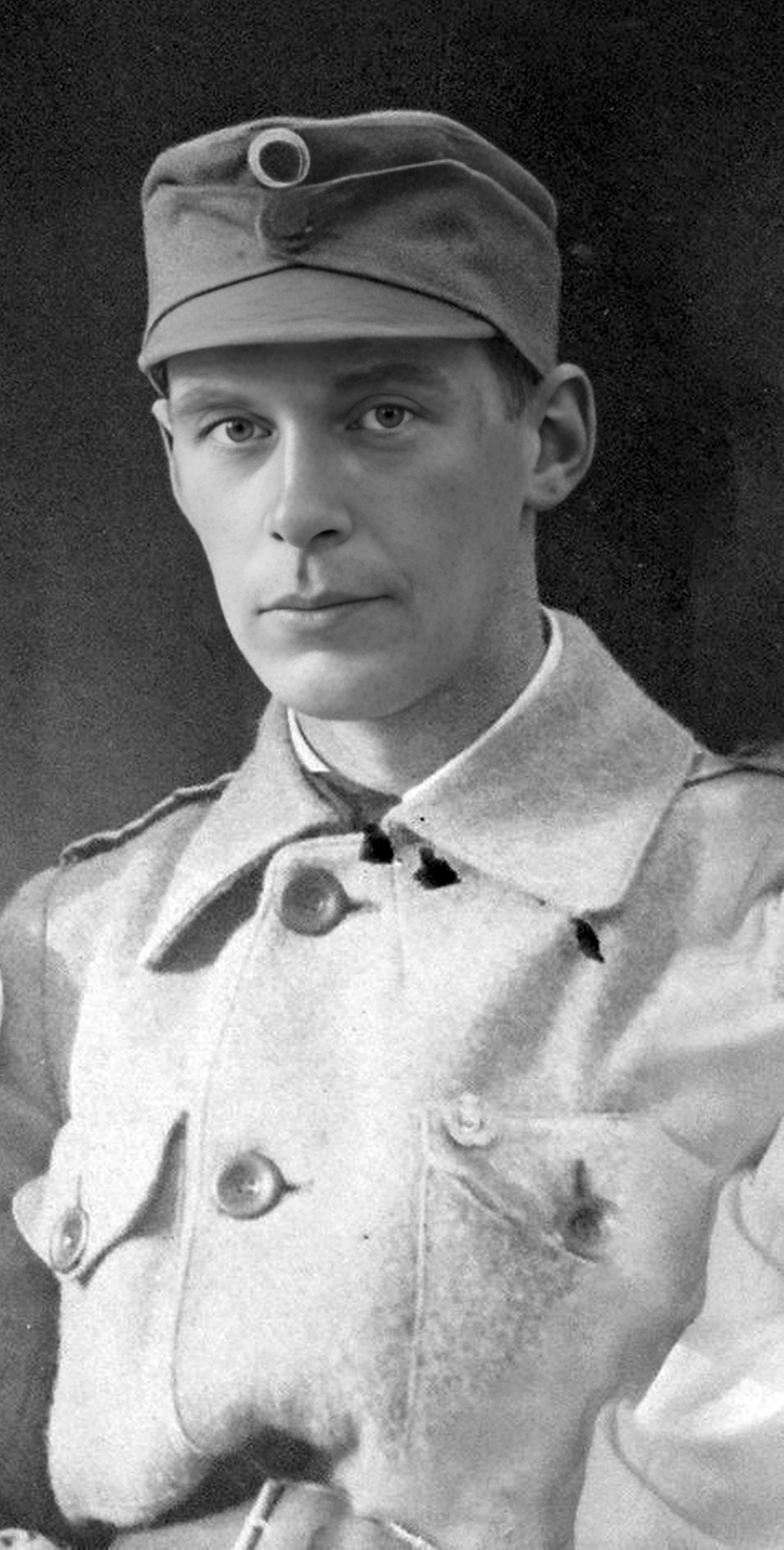
Э. И. Хаапакоски
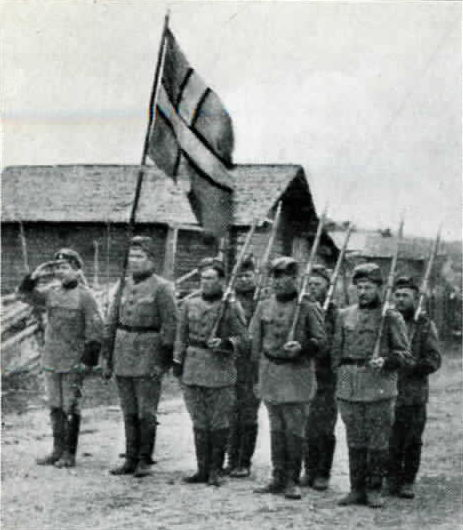
Знамённая группа на церемонии освящения флага. 08.09.1919
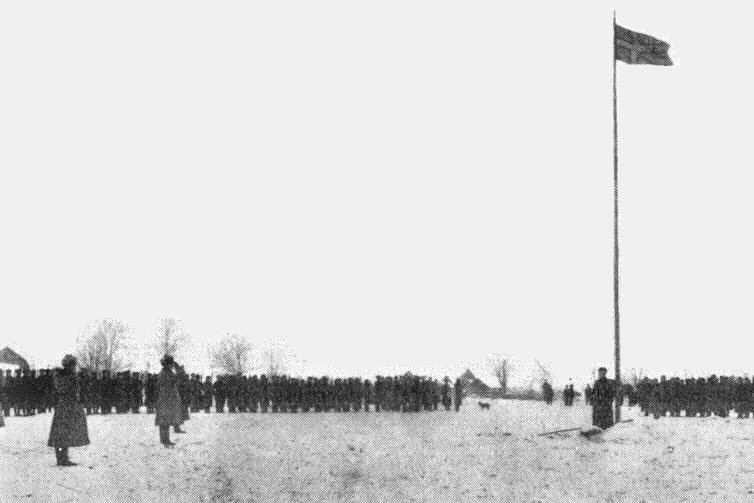
Отдание воинских почестей ингерманландскому флагу на прощальном параде в Кирьясало. 06.12.1920

После заключения Тартуского мира, 6 декабря 1920 года жёлто-сине-красный флаг со скандинавским крестом был торжественно спущен и вывезен в Финляндию.
В 1921 году Временный комитет Северной Ингрии на своём внеочередном собрании утвердил размеры и цвета (жёлтый, синий, кирпично-красный) национального ингерманландского флага. В выписке из протокола заседания комитета от 11.03.1921, пункт 15 говорилось: «Утверждён флаг Ингерманландии в цветах и размерах: желтое поле; синий крест; окантовочная линия креста – кирпично-красная. Размер: высота – 100 см в пропорциях: 35 жёлтого, 5 красного, 20 синего, 5 красного, 35 жёлтого. Длина 150 см в пропорциях: 45 жёлтого, 5 красного, 20 синего, 5 красного, 75 жёлтого. С подлинным верно засвидетельствовали М. Кялвияйнен и Ю. Тирранен». Там же было представлено изображение флага. Указанный флаг до сих пор является официальным символом Ингерманландии. Известный финский геральдист Кари К. Лаурла определил современные пропорции элементов флага: длина 18 (5 + ½ + 2 + ½ + 10) единиц и высота 11 (4 + ½ + 2 + ½ + 4) единиц, где ширина синего креста — 2 единицы, а красной окантовки — ½.

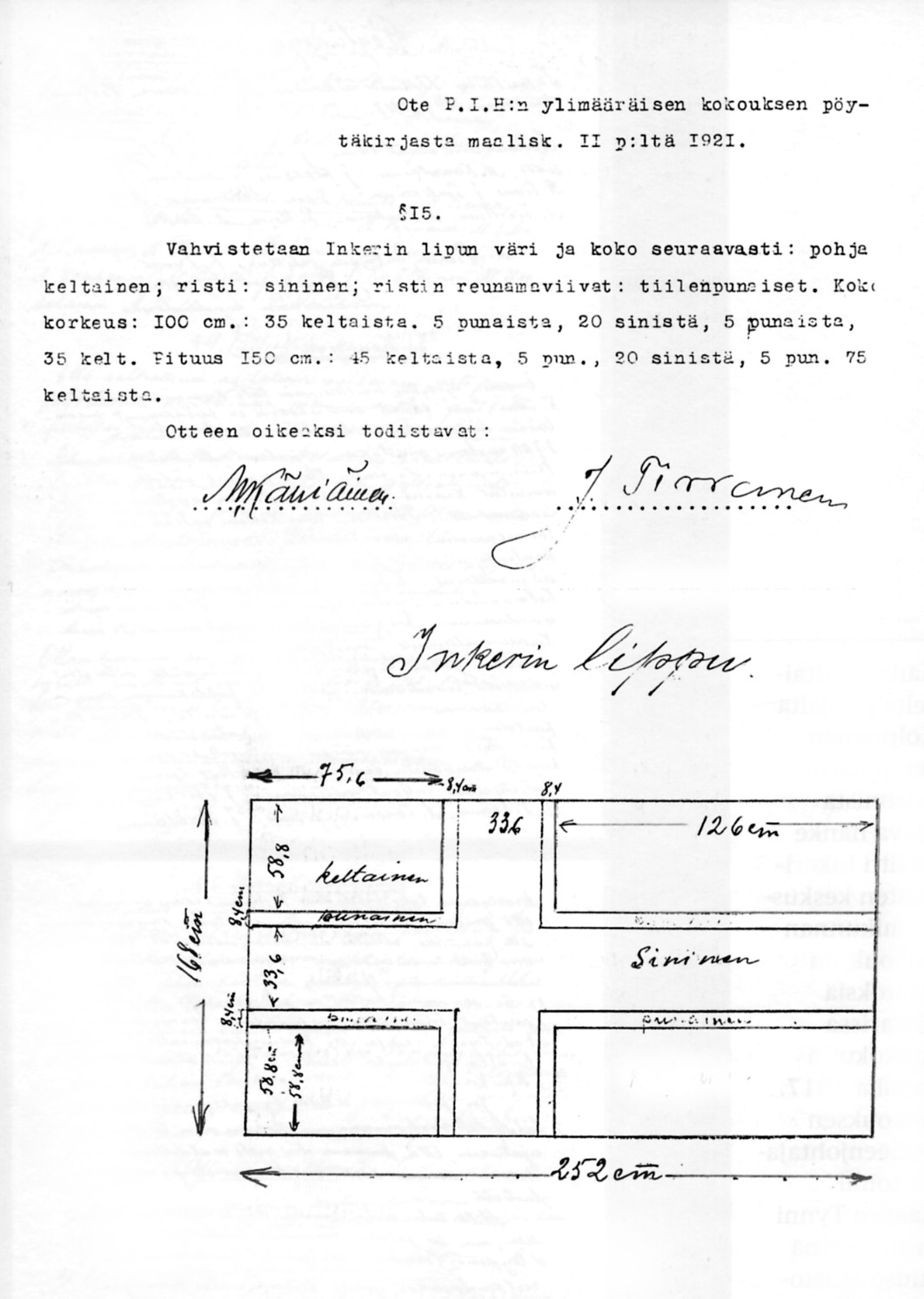
Протокол заседания комитета от 11.03.1921
Пропорции и цвета ингерманландского флага
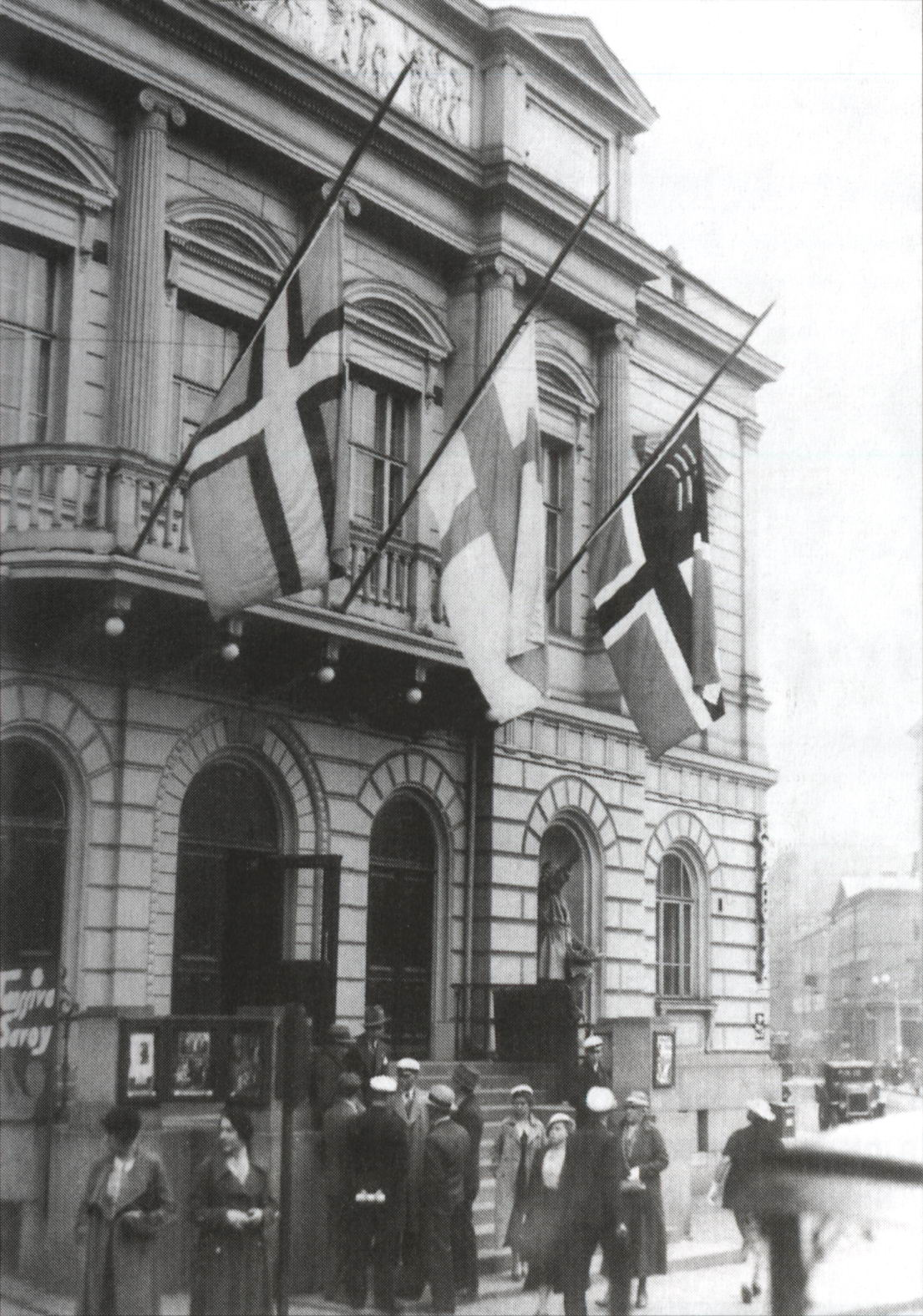
Приспущенные флаги Ингерманландии, Финляндии и Восточной Карелии в знак протеста против депортаций ингерманландцев. Хельсинки. 1934 год

Оригинал флага в 1944 году перевезли в Швецию, где он десятилетиями хранился в ингерманландской семье Рандефелт. В 1947 году флаг впервые подняли на национальном празднике ингерманландских финнов в Швеции, а в 2000 году торжественно передали музею вооруженных сил Финляндии.

Флаг, который сейчас развевается во время ингерманландских праздников, вывешивается в офисах национальных организаций, немного моложе флага Финляндии. Он создан капитаном Хаапакоски на основе цветов герба в годы гражданской войны, и лишь в 1988 году ингерманландские финны снова смогли поднять свой национальный флаг на родине. Однако и до этого многие годы флаг был национальным символом народа, разбросанного по разным странам. Крест на флаге символизирует и веру в Бога, без которой ингерманландский народ не вынес бы выпавших на его долю испытаний, а также общую культурную традицию с северными странами.

Долгое время флаг использовался только организациями ингерманландских финнов за рубежом, но после учреждения в 1988 году в Ленинграде общества Инкерин Лиитто флаг вернулся в Ингерманландию. Впервые после 70-летнего перерыва его подняли в 1989 году в Колтушах во время празднования Юханнуса (Иванова дня).

## Современность
Сейчас флаг используется во время национальных праздников и официальных мероприятий общества, его поднимают в приходах лютеранской церкви Ингрии на флагштоках около храмов во время церковных праздников рядом с флагами России и Финляндии.
В настоящее время является официальным флагом ингерманландской национально-культурной автономии.
Российская организация ингерманландских финнов «Инкерин Лиитто» и газета Санкт-Петербургской организации Союза ингерманландских финнов «Инкери» выступают против использования национального флага ингерманландских финнов в качестве символики других организаций.

И, конечно же недопустимо, когда в политических акциях с сомнительными лозунгами используется флаг, по сути украденный у малочисленного народа, являющийся его символом.

В связи с этим в 2017 году обществом «Инкерин Лиитто» была запущена процедура официальной регистрации в Минюсте России флага Ингерманландии как национального флага ингерманландских финнов. 16 декабря 2017 года флаг был утверждён съездом «Инкерин Лиитто» в статусе национального флага ингерманландских финнов.

## Описание флага
Общественная организация «Инкерин Лиитто» в своём уставе имеет следующие описание флага: «Жёлтое полотнище несущее синий крест, смещённый к древку, с красной окантовкой. Цвета флага символизируют: жёлтый — песчаные земли или колосящееся поле, синий — воду (Нева и Ижора), красный — крепостные стены (Копорье, Ниеншанц, Орешек). Крест также символизирует христианство. Вертикальная крестовина смещена в сторону древкового края полотнища.
Отношение ширины плеча креста с окантовкой к ширине полотнища 3:18. Отношение ширины окантовки к ширине полотнища 1:18. Отношение длины плеча креста к длине полотнища 4:11. Пропорции полотнища 2:3. Точные пропорции элементов флага: длина 18 (5 + ½ + 2 + ½ + 10) единиц и высота 11 (4 + ½ + 2 + ½ + 4) единиц, где ширина синего креста — 2 единицы, а красной окантовки — ½».

## Фото

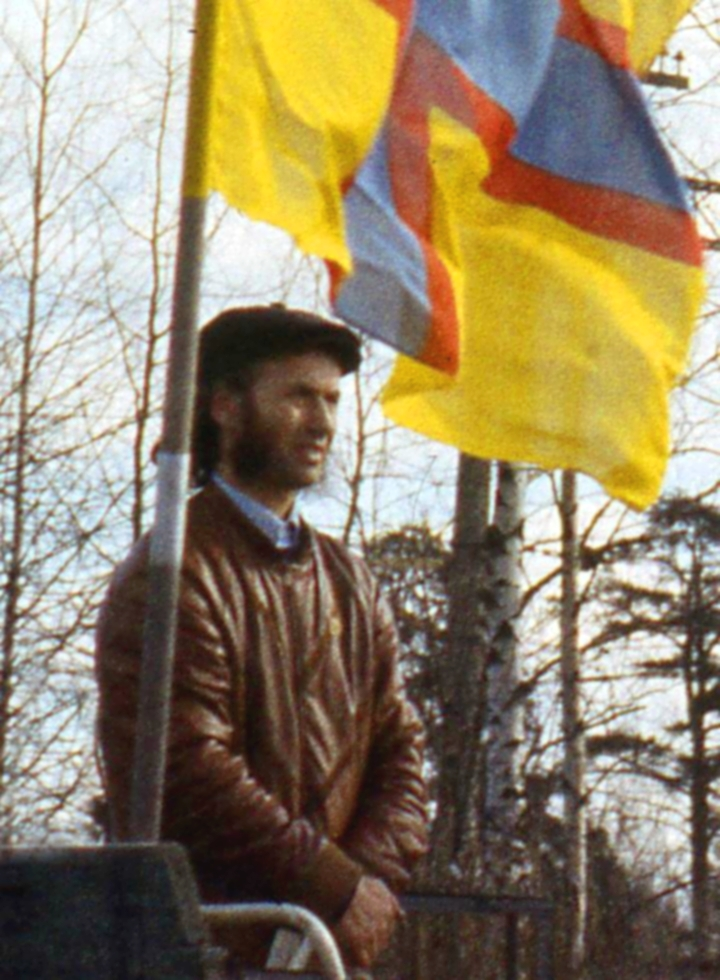
Митинг «Инкерин Лиитто». 1990 год
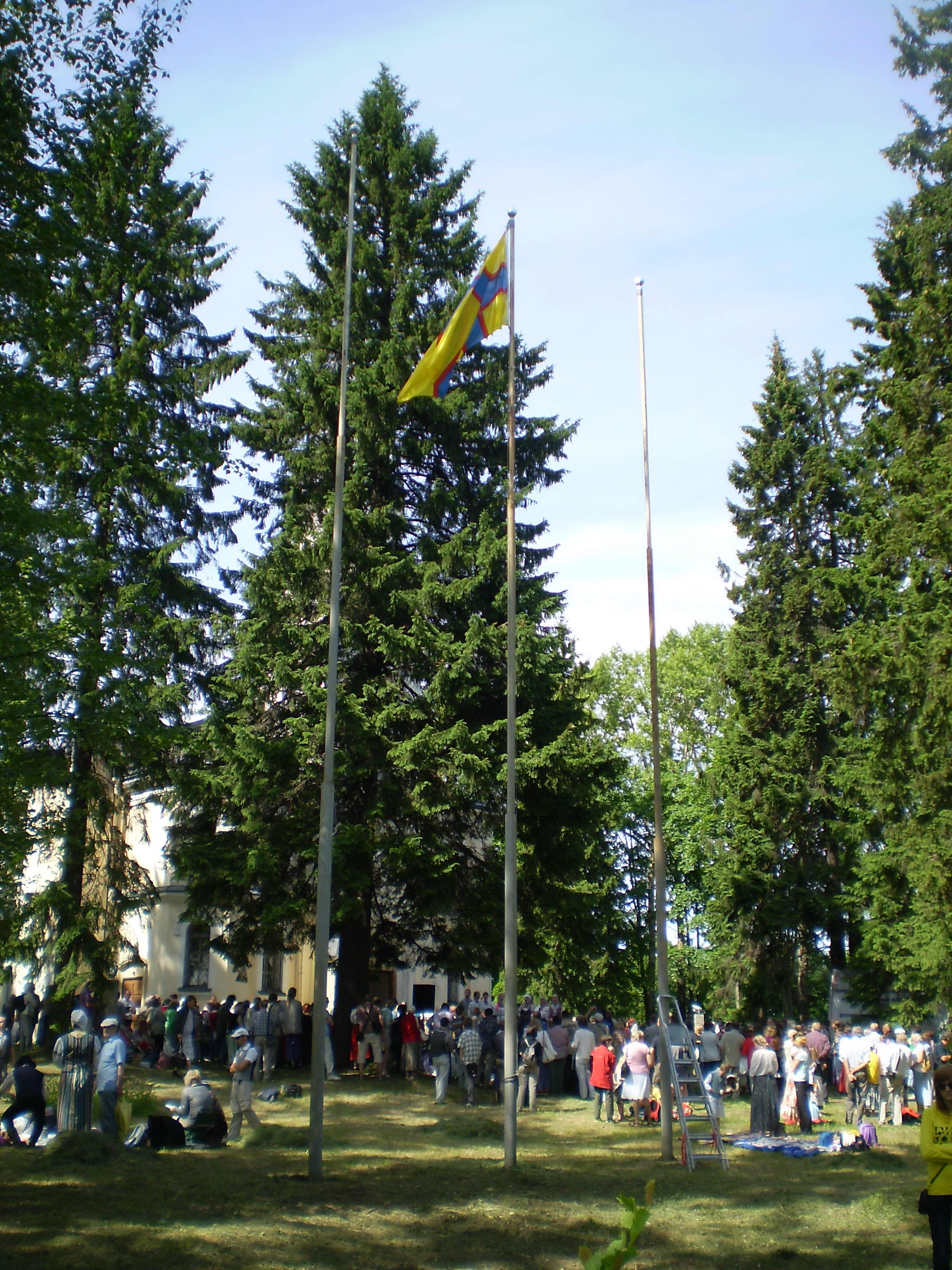
Юханнус в Токсово. 2012 год
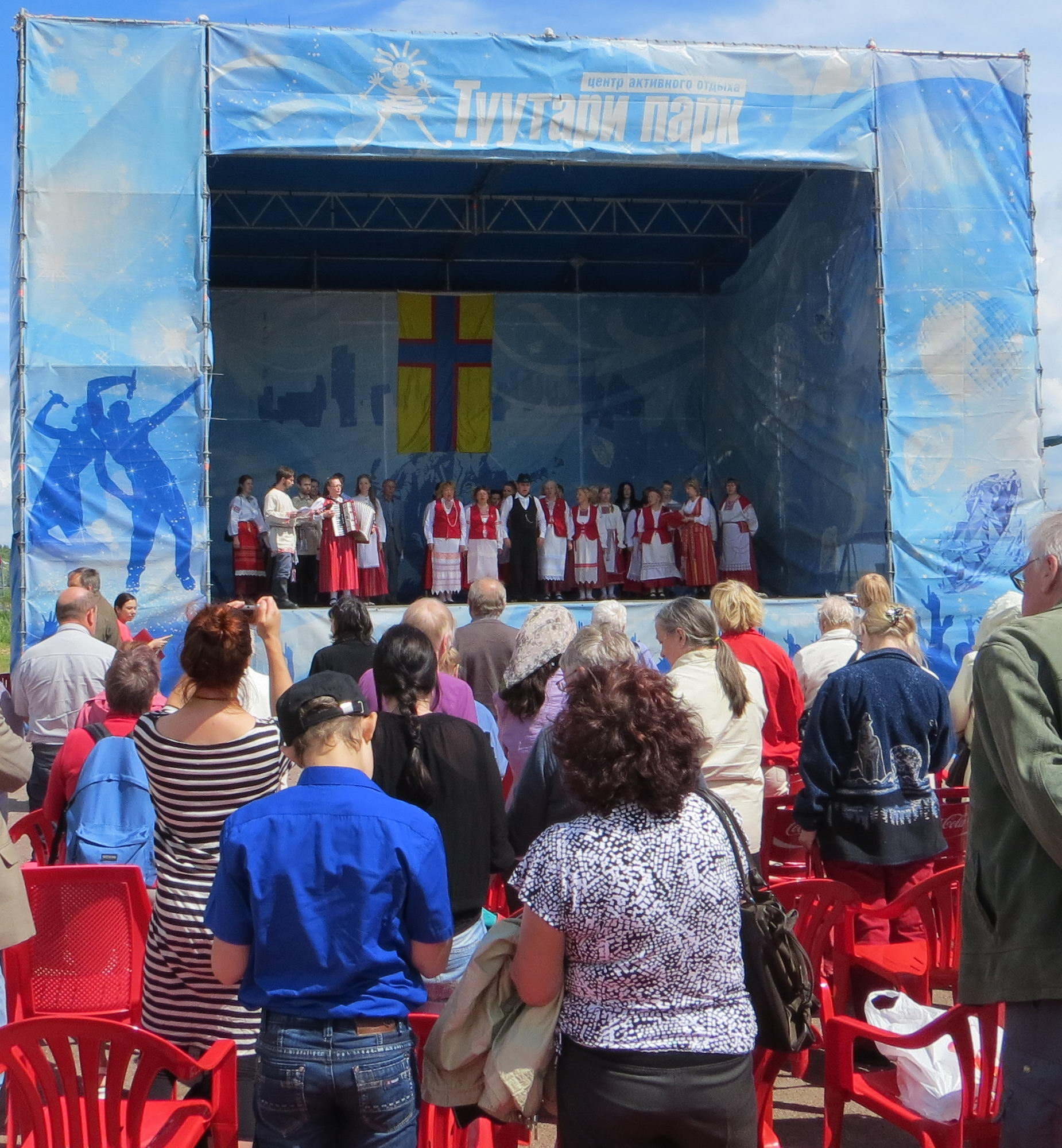
Юханнус в Туутари-парке. 2013 год